# Sageta
|  | «fletxa» redirigeix aquí. Vegeu-ne altres significats a «fletxa (desambiguació)». |

|  | Per a altres significats, vegeu «Constel·lació de la Sageta». |

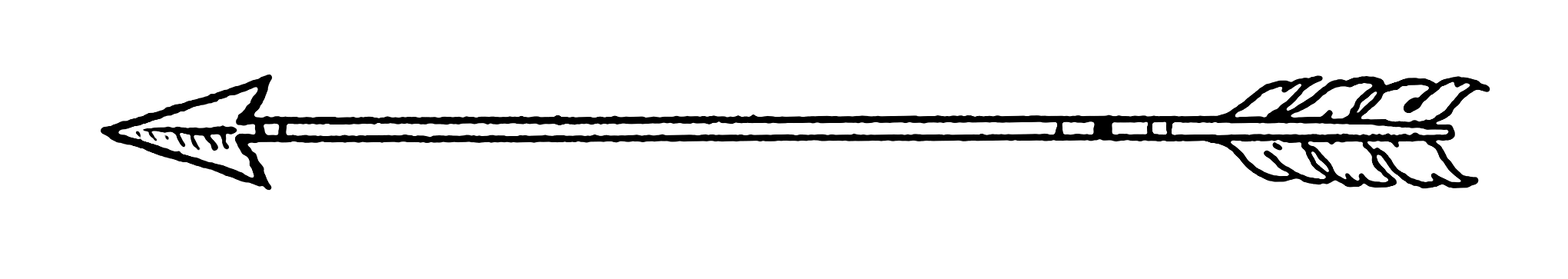
Sageta.

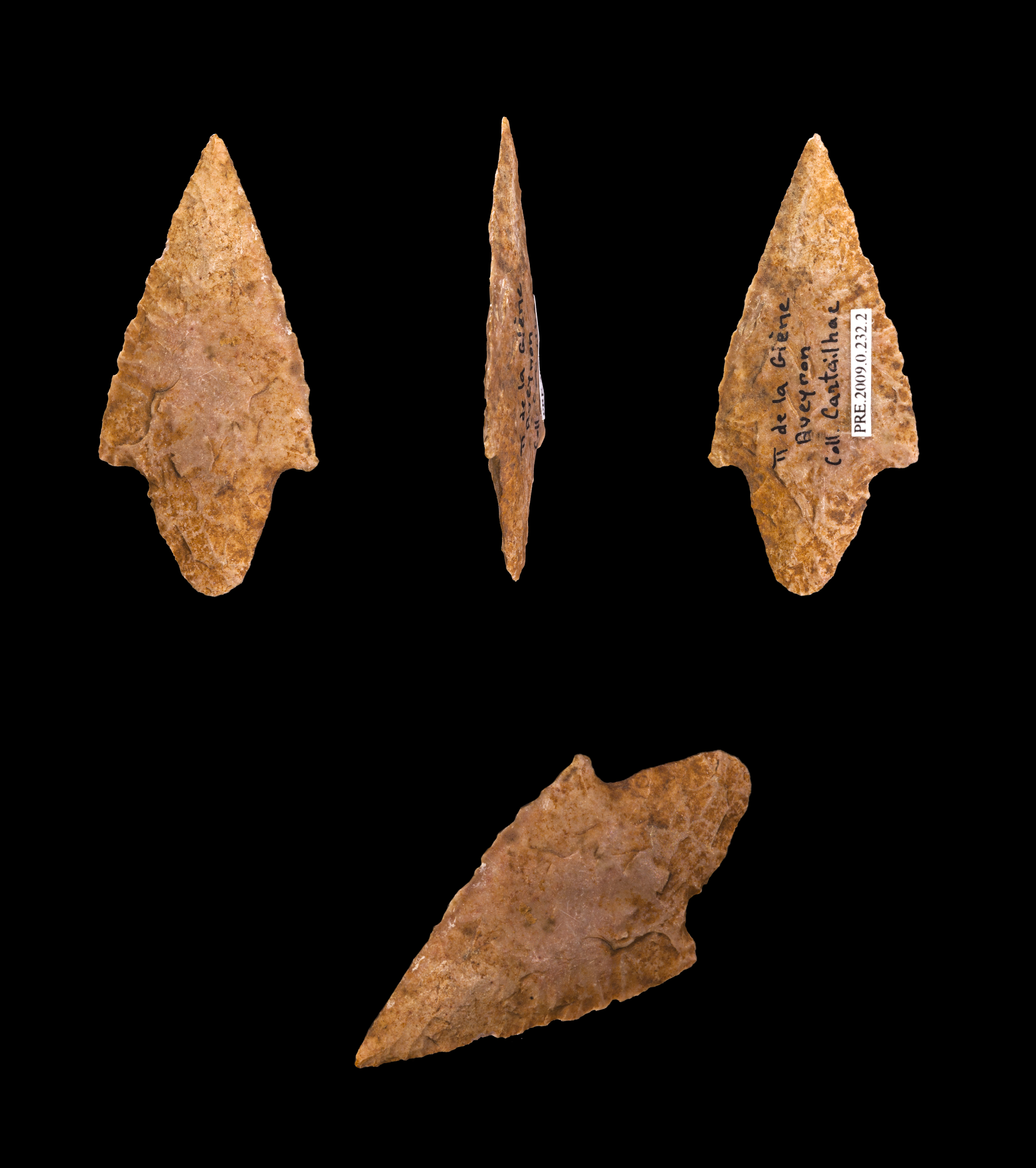
Puntes de sageta neolítiques

Una sageta o fletxa és un projectil usat per l'arc i la ballesta. Està composta per una punta (de tir sobre diana o caça), un eix o tija i un emplomallat que normalment és de tres plomes. Les puntes poden tenir diverses formes. Les puntes de tir sobre diana no sobresurten de la tija de la fletxa, mentre que les puntes de caça sí que ho fan i tenen diferents formes, des de la coneguda forma triangular fins a aquelles que són cilíndriques usades en la caça menor. Els materials de la tija poden ser de fusta, canya, alumini, carboni o alumini - carboni. Les plomes poden ser naturals o de plàstic. Les plomes naturals, que provenen de galls dindis provinents de la indústria alimentària, s'usen sobretot amb els arcs tradicionals i les de plàstic amb els arcs olímpics i compostos. Històricament s'utilitzaven plomes de diverses aus, especialment oques.

## Etimologia
Sageta prové del llatí sagĭtta, mentre que fletxa prové del francès antic flèche, d’origen incert.

## Història

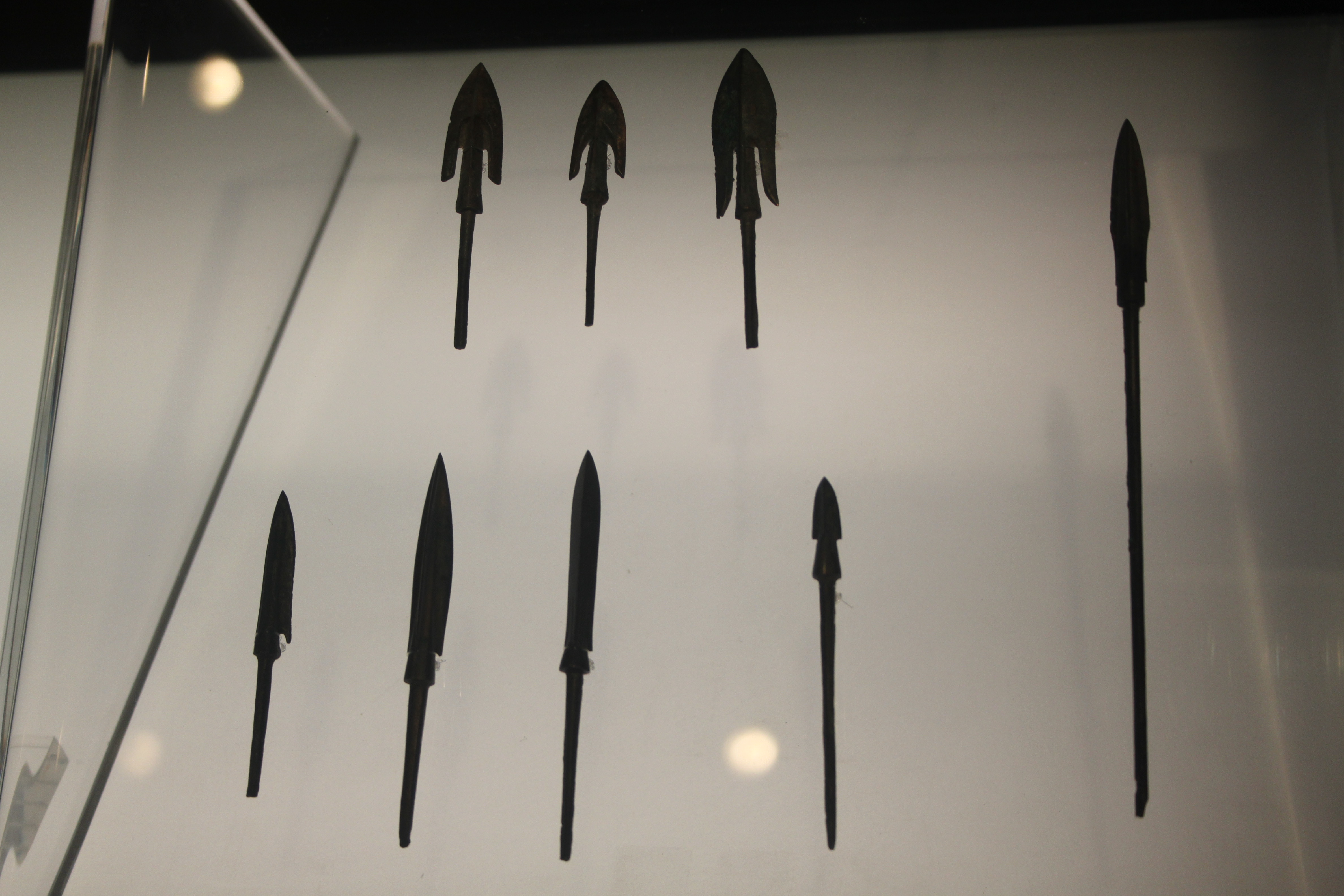
Puntes de sageta de bronze del Període dels Regnes Combatents.

L'evidència més antiga de puntes de fletxa probable, data de fa prop de 64.000 anys, trobades a la Cova Sibudu, al nord de KwaZulu-Natal, a l'actual Sud-àfrica. S'han descobert probables puntes de fletxes fetes d'ossos d'animals a la Cova Fa Hien a Sri Lanka, que també són l'evidència més antiga de l'ús de fletxes fora d'Àfrica que data de fa prop de 48.000 anys. L'evidència més antiga de l'ús d'arcs per disparar fletxes data de fa uns 10.000 anys; es basa en fletxes de fusta de pi de l'Ahrensburguià que es troben al nord d'Hamburg. Tenien solcs poc profunds a la base, cosa que indica que van ser disparats des d'un arc. L'arc més antic recuperat fins ara té uns 8.000 anys, trobat al pantà de Holmegård a Dinamarca.
El tir amb arc sembla haver arribat a les Amèriques amb la tradició de les petites eines àrtiques, fa uns 4.500 anys.

## Mida
Les mides de les sagetes varien molt entre les cultures, que van des dels 45 cm als 150 cm. Tanmateix, la majoria de les fletxes modernes són de 75 a 96 cm de longitud. Les sagetes recuperades del Mary Rose, un vaixell de guerra anglès que es va enfonsar el 1545 eren majoritàriament de 76 cm. S'han utilitzat sagetes molt curtes, disparades a través d'una guia enganxada a l'arc (un "sobretir") o al canell de l'arquer (el "siper" turc). Aquests poden volar més lluny que sagetes més pesades, i un enemic sense equipament adequat pot trobar-se incapaç de tornar-se.

### Tirar amb fletxes coreanes petites
En les lluites defensives contra els japonesos invasors, els coreans ja disposaven d'un invent que permetia allargar molt l'abast de les fletxes. Es tractava de la combinació d'una guia independent (tong-ah) i de fletxes molt curtes (uns 30 cm, contra les fletxes normals d'uns 63 cm). La guia anava lligada amb una llaçada llarga a la mà que estirava la corda. La precisió del tir era menor però, en les tirades en massa contra guerrers enemics agrupats, encertar un objectiu concret no era gaire important.
El mètode de tirar amb guia i fletxa curta és difícil de descriure amb precisió. Primer s'engalzava el culatí de la fletxa a la corda. A continuació s'inseria la guia sota la fletxa. Un cop fletxa i guia en posició, l'arquer podia tensar l'arc (desplaçant fletxa i guia) o sobretensar-lo. En amollar la corda i tirar, la fletxa sortia i la guia quedava retinguda per l'arquer.

### Tija
La tija és l'element estructural primari de la sageta, al qual s'uneixen els altres components. Les sagetes tradicionals estan fetes de fusta, bambú o canyes resistents i lleugeres, mentre que les tiges modernes es poden fabricar amb alumini, polímer reforçat amb fibra de carboni, o una combinació de materials. Aquestes tiges solen estar fetes d'un nucli d'alumini embolicat amb un exterior de fibra de carboni.

#### Sagetes amb peus
De vegades, una tija està feta de dos tipus diferents de fustes unides, donant lloc al que es coneix com a sageta amb peus. Coneguda per alguns com la millor de les sagetes de fusta, Les sagetes amb peus van ser utilitzades tant pels primers europeus com pels nadius americans. Les sagetes amb peus consisteixen típicament en una longitud curta de fusta dura prop del cap de la sageta, i la resta de l'eix consisteix en fusta tova. En reforçar l'àrea amb més probabilitats de trencar-se, és més probable que la sageta sobrevisqui l'impacte, mantenint la flexibilitat general i un pes més lleuger.

#### Sagetes amb tija de diàmetre variable ("barreled shaft")[29]
Una tija de sageta parcialment afusada és aquella que es redueix de diàmetre bidireccionalment. Això permet una sageta que tingui un pes òptim però que conserva la força suficient per resistir la flexió.

### Punta de sageta

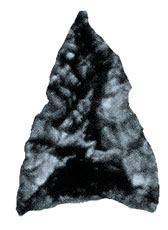
Punta de sageta d'obsidiana.

La punta de sageta o Punta lítica és la part funcional principal de la sageta, i té el paper més important a l'hora de determinar el seu propòsit. Algunes sagetes poden utilitzar simplement una punta afilada de l'eix sòlid, però és molt més habitual que es facin puntes de sageta separades, normalment de metall, banya o algun altre material dur.
Les puntes de fletxa es poden unir a la tija amb una tapa, una espiga encaixada, o inserir-se en una divisió de la tija i subjectar-se a ella. Els punts units amb tapes simplement es llisquen perfectament sobre l'extrem de l'eix, o es poden subjectar amb cola en calent. La construcció de l'eix dividit implica dividir l'eix de la fletxa longitudinalment, inserir la punta de fletxa i fixar-lo amb una virolla, tendó o filferro.

### Aletes

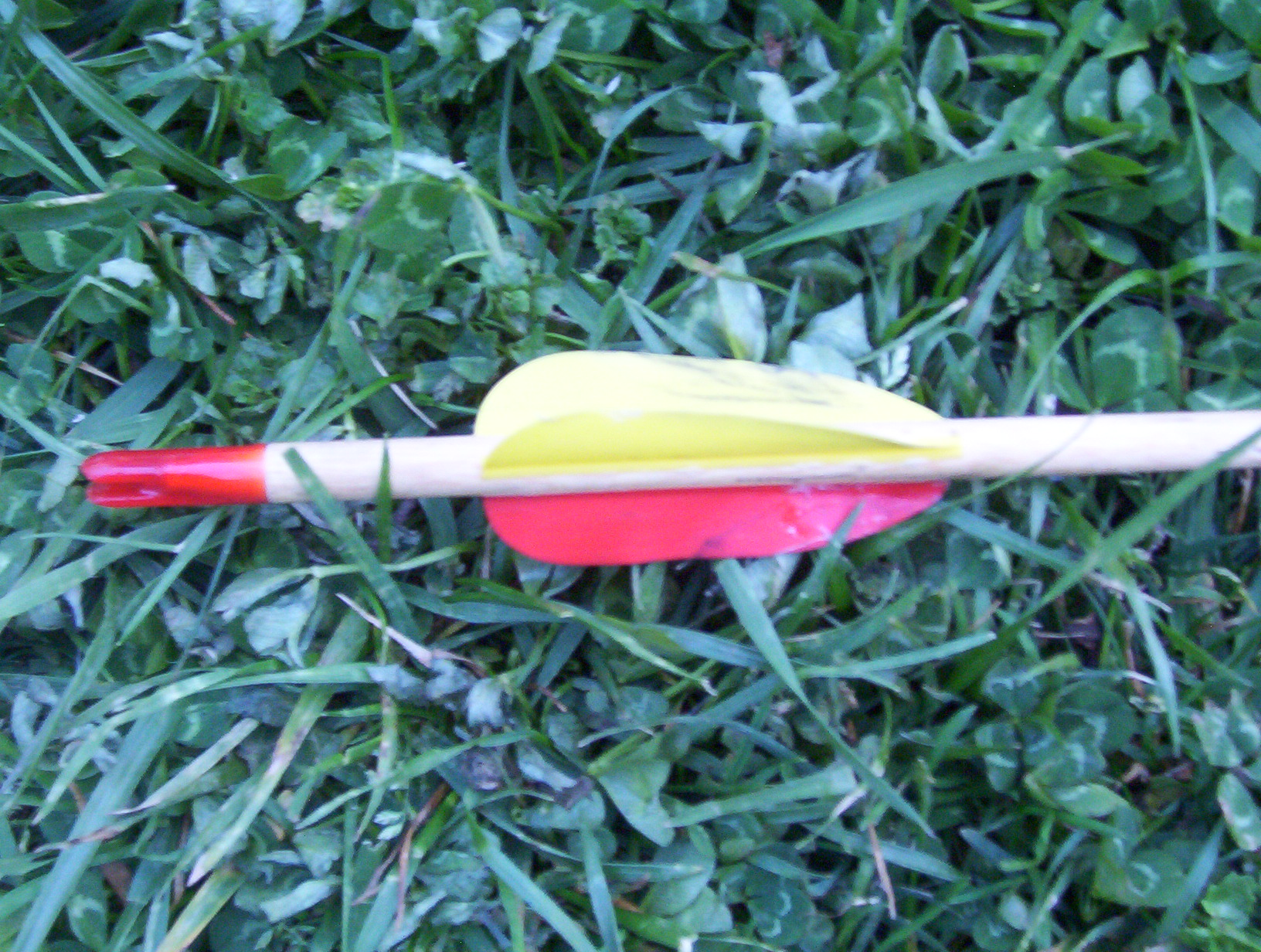
Aletes parabòliques rectes sobre una sageta.

Les aletes o empenatge es poden trobar a la part posterior de la fletxa i actuen com a perfil aerodinàmic per proporcionar una petita quantitat de força utilitzada per estabilitzar el vol de la fletxa. Estan dissenyades per mantenir la sageta apuntada en la direcció del vol. Algunes cultures, per exemple la majoria de Nova Guinea, no feien servir aletes a les seves fletxes. A més, sagetes sense aletes (anomenades tija nua) s'utilitzen amb finalitats d'entrenament, perquè fan més visibles determinats errors de l'arquer.
Les aletes es feien tradicionalment amb plomes (sovint d'oca o gall dindi) lligades a l'eix de la sageta, però ara sovint estan fetes de plàstic. Històricament, algunes sagetes utilitzades per provar l'armadura utilitzaven pales de coure.

### Mòssa o séc[34]
La mòssa o séc és un tall que es fa a l'extrem posterior de la tija de la sageta.
- séc estàndard: és el séc més comú, utilitzat en fletxes per a tirs de precisió, que estreny la corda de l'arc i evita haver de subjectar la fletxa després de posar-la en posició de dispar.
- séc obert: es un séc obert que permet de col·locar ràpidament la fletxa a la corda, especialment mitjançant l'ús de la ‘tècnica Kinzhalka’.

### Embolcalls
Els embolcalls són làmines primes de material pretallades, sovint de vinil o plàstic, que s'utilitzen per embolicar l'extrem de la punta d'una fletxa, principalment com a ajuda per unir les aletes a la tija. A més, afegeixen un aspecte decoratiu a la construcció de sagetes, que pot oferir als arquers l'oportunitat de personalitzar les seves sagetes. Els embolcalls de colors vius també poden fer que les sagetes siguin molt més fàcils de trobar al buirac i de veure-les als objectius de distància.